# Оскар (кинопремия, 1930, апрель)
2-я церемония награждения кинопремии «Оскар» прошла 3 апреля 1930 года в отеле «Амбассадор» в Лос-Анджелесе, откуда велась прямая трансляция по радио. Номинировались фильмы, выпущенные между 1 августа 1928 года и 31 июля 1929 года. Произошло много изменений по сравнению с первым награждением. В этом году точно известны лишь победители. Номинанты официально не указывались, и те, что представлены здесь — это лишь предположение на основе отчётов членов Американской киноакадемии. Число номинаций сократилось до семи. Этот год — единственный за всю историю церемонии, когда ни один фильм не получил больше одной награды. Фильм «Патриот» был единственной немой картиной среди номинантов на награду за «Лучший фильм» и последней немой картиной, номинированной в этой категории.
Для оптимизации периодов номинирования и сроков проведения церемонии было принято решение о проведении в ноябре 1930 года 3-й церемонии. В результате 1930 год стал единственным, когда были проведены 2 церемонии награждения.

## Победители и номинанты
Победители выделены отдельным цветом. 

Номинанты в этом году официально не объявлялись. Указанные ниже — лишь предположение, основанное на записях судей.
Здесь приведён список кинокартин получивших несколько номинаций:
- Пять номинаций: «В старой Аризоне» и «Патриот»
- Четыре номинации: «Бродвейская мелодия»
- Две номинации: «Алиби», «Божественная леди», «Голливудское ревю 1929 года», «Мадам Икс», «Храбрец» и «Наши танцующие дочери».

| Категории                  | Лауреаты и номинанты |
| -------------------------- | --- |
| Лучший фильм               | «Бродвейская мелодия»/The Broadway Melody — Metro-Goldwyn-Mayer                                                                         |
| Лучший фильм               | «Алиби»/Alibi — United Artists |
| Лучший фильм               | «В старой Аризоне»/In Old Arizona — Fox Film                                                                                            |
| Лучший фильм               | «Голливудское ревю 1929 года»/Hollywood Revue — Metro-Goldwyn-Mayer                                                                     |
| Лучший фильм               | «Патриот»/The Patriot — Paramount Famous Lasky                                                                                          |
| Лучшая режиссёрская работа | Фрэнк Ллойд — «Божественная леди»/The Divine Lady                                                                                       |
| Лучшая режиссёрская работа | Лайонел Берримор — «Мадам Икс»/Madame X                                                                                                 |
| Лучшая режиссёрская работа | Гарри Бомонт — «Бродвейская мелодия»/The Broadway Melody                                                                                |
| Лучшая режиссёрская работа | Ирвинг Каммингс — «В старой Аризоне»/In Old Arizona                                                                                     |
| Лучшая режиссёрская работа | Фрэнк Ллойд — «Обуза»/Drag и «Утомлённая река»/Weary River                                                                              |
| Лучшая режиссёрская работа | Эрнст Любич — «Патриот»/The Patriot |
| Лучший актёр               | Уорнер Бакстер — за роль в фильме «В старой Аризоне»/In Old Arizona                                                                     |
| Лучший актёр               | Джордж Бэнкрофт — за роль в фильме «Удар молнии»/Thunderbolt                                                                            |
| Лучший актёр               | Честер Моррис — за роль в фильме «Алиби»/Alibi                                                                                          |
| Лучший актёр               | Пол Муни — за роль в фильме «Храбрец»/The Valiant                                                                                       |
| Лучший актёр               | Льюис Стоун — за роль в фильме «Патриот»/The Patriot                                                                                    |
| Лучшая актриса             | Мэри Пикфорд — за роль в фильме «Кокетка»/Coquette                                                                                      |
| Лучшая актриса             | Рут Чаттертон — за роль в фильме «Мадам Икс»/Madame X                                                                                   |
| Лучшая актриса             | Бетти Компсон — за роль в фильме «Зазывала»/The Barker                                                                                  |
| Лучшая актриса             | Джин Иглс — за роль в фильме «Письмо»/The Letter                                                                                        |
| Лучшая актриса             | Коринна Гриффит — за роль в фильме «Божественная леди»/The Divine Lady                                                                  |
| Лучшая актриса             | Бесси Лав — за роль в фильме «Бродвейская мелодия»/The Broadway Melody                                                                  |
| Лучший сценарий            | Ханс Крели — «Патриот»/The Patriot |
| Лучший сценарий            | Ханс Крели — «Конец миссис Чейни»/The Last of Mrs. Cheyney                                                                              |
| Лучший сценарий            | Том Бэрри — «В старой Аризоне»/In Old Arizona и «Храбрец»/The Valiant                                                                   |
| Лучший сценарий            | Эллиот Клосон — «Морской пехотинец»/The Leatherneck, «Полицейский»/The Cop, «Сэл из Сингапура»/Sal of Singapore, «Небоскрёб»/Skyscraper |
| Лучший сценарий            | Джозефина Ловетт — «Наши танцующие дочери»/Our Dancing Daughters                                                                        |
| Лучший сценарий            | Бесс Мередит — «Чудо женщин»/Wonder of Women и «Женщина дела»/A Woman of Affairs                                                        |
| Лучшая операторская работа | Клайд Де Винна — «Белые тени южных морей»/White Shadows in the South Seas                                                               |
| Лучшая операторская работа | Джордж Барнс — «Наши танцующие дочери»/Our Dancing Daughters                                                                            |
| Лучшая операторская работа | Артур Идисон — «В старой Аризоне»/In Old Arizona                                                                                        |
| Лучшая операторская работа | Эрнест Палмер — «Четыре дьявола»/Four Devils и «Уличный ангел»/Street Angel                                                             |
| Лучшая операторская работа | Джон Ф. Зейтц — «Божественная леди»/The Divine Lady                                                                                     |
| Лучшая работа художника    | Седрик Гиббонс — «Мост короля Людовика Святого»/The Bridge of San Luis Rey                                                              |
| Лучшая работа художника    | Ханс Драйер — «Патриот»/The Patriot |
| Лучшая работа художника    | Митчелл Лайзен — «Динамит»/Dynamite |
| Лучшая работа художника    | Уильям Кэмерон Мензис — «Алиби»/Alibi и «Пробуждение»/The Awakening                                                                     |
| Лучшая работа художника    | Гарри Оливер — «Уличный ангел»/Street Angel                                                                                             |